# Avenida Independencia (Santiago de Chile)
Avenida Independencia (conocida como Camino del Inca en el periodo inca, Camino de Chile durante la Colonia y como La Cañadilla desde mediados del siglo XVIII hasta el inicio de la Patria Nueva) es una de las principales avenidas del sector norte de la ciudad de Santiago de Chile, que cruza de norte a sur las comunas de Conchalí e Independencia, dándole nombre a esta última y siendo además su eje principal de conexión con las otras comunas de la Capital. Su origen etimológico, y por ende el de la comuna homónima, se debe a que en esa zona, el 13 de febrero de 1817, se estableció el Ejército Libertador en la actual Plaza Chacabuco (bautizada en honor a la batalla del día anterior), y que por esta vía entró triunfante a la capital.

## Historia
Esta Avenida fue una variante del antiguo Camino del Inca, llamada Camino de Chile (denominación dada por los incas, los primeros conquistadores), configurando durante varios siglos el principal acceso a la ciudad y la principal vía de comunicación entre Santiago y el norte del país.
Aquel primer nombre perduró hasta mediados del siglo XVIII, cuando se fueron construyendo casas quintas a los lados de La Cañadilla, nombre que se impuso según consta en escritos de esa época (1787): "Esta vía pública de La Cañadilla es una de las principales y necesarias entradas y salidas de esta Capital." Fue el eje vital de una zona separada de la urbe por el cauce del Mapocho que, si bien por largo tiempo mantuvo su condición segregada de la ciudad, fue a la vez un espacio de inmensa significación en su desarrollo social, político, cultural, económico y religioso.
El 13 de febrero de 1817, la avanzada del Ejército Libertador se estableció en el sitio donde está la Plaza Chacabuco, así denominada en honra a la batalla del día anterior. Este hecho que marcó el inicio de la Patria Nueva, motivó el cambio de nombre de la vía por donde entró a la Capital el Ejército de Los Andes, vitoreado por el pueblo que se congregó en la ruta que, desde ese día y por imposición de la población, se conoció como Avenida Independencia.
Desde la década de 1950, el comercio de la Avenida Independencia comenzó a ser una de las características de este barrio de Santiago que había sufrido un abandono por varias décadas.

## Recorrido
Avenida Independencia se inicia en la comuna homónima, en el cruce con Avenida Santa María, junto al cauce del Mapocho. Es la continuación del Puente Padre Hurtado, que cruza el mencionado río y, que a su vez, es la prolongación de la calle Bandera. De todas formas, desde hace algunos años, el tránsito vehicular proveniente desde el sur por dicha arteria y que desea continuar hacia el norte, no puede seguir por Independencia y es desviado hacia el oriente, debiendo cruzar el río por el Puente La Paz, retornando luego a través de la avenida homónima y la calle Echeverría o calle Santos Dumont a Avenida Independencia. Contrariamente, el tránsito por Independencia desde el cruce con calle Echeverría hasta el Puente Padre Hurtado es solo con dirección sur y, cruzando el Mapocho, no puede continuar hacia el sur por Bandera, que solo tiene dirección norte, y es desviado hacia el poniente por Avenida Presidente Balmaceda.
El Monasterio del Carmen Bajo de San Rafael está ubicado en Avenida Independencia al 225. La bella estructura es lugar de recogimiento y oración de las Carmelitas Descalzas. Su iglesia y sus patios fueron declarados Monumento Histórico Nacional el 24 de noviembre de 1983, bajo el Decreto Supremo N.º 1412. Es sede de la Vicaría Norte del Arzobispado de Santiago.
En Avenida Independencia 565 (entre calles Olivos y Echeverría) se encuentra el Mall Barrio Independencia, inaugurado el 6 de septiembre de 2018. Consta en su primera etapa de un mall de 5 niveles, supermercado Jumbo en el nivel -1 (el primero del sector norte de Santiago), tienda Sodimac, más de 300 tiendas menores, bulevar financiero, 4 tiendas ancla, cine y patio de comidas en su cuarto piso. Está emplazado en la ex Cervecería Ebner, la cual será integrada en una segunda etapa del Mall y será un nuevo bulevar gastronómico y también museo de la cerveza. Una etapa adicional es un edificio de oficinas por calle Olivos. Este mall es propiedad de Parque Arauco.
El Edificio Consistorial de la comuna de Independencia  está emplazado en la esquina sur oriente de Avenida Independencia con Nueva Colón. El actual edificio inaugurado a principios de 2009, está emplazado en un terreno de más de seis mil metros cuadrados y contempla acceso especial para discapacitados, áreas verdes, casino y estacionamientos, entre otras comodidades. La antigua Alcaldía estaba ubicada en General Borgoño y fue expropiada por el paso de la Autopista Costanera Norte.
Entre la calle Santos Dumont y Avenida Zañartu, en la vereda oriente de Independencia, se ubica la Sede Santiago Norte de la Facultad de Medicina de la Universidad de Chile. Allí, se encuentran, entre otras dependencias de la Universidad, la Escuela de Medicina, el Hospital José Joaquín Aguirre, y la capilla de las Hijas de la Caridad de San Vicente de Paul, esta última declarada Monumento Histórico Nacional.
La Plaza Chacabuco es la más importante de la comuna de Independencia. Se encuentra entre las calles Santa Laura (norte) e Hipódromo Chile (sur) y es bordeada por Avenida Independencia al poniente. En su entorno inmediato se encuentra variado comercio minorista, un supermercado, banco y restaurantes. En 1998 y entre 2012 y 2019, fue remodelada. Debido a la construcción de la estación del mismo nombre,  correspondiente a la Línea 3 del Metro de Santiago, inaugurada en 2019, se remodeló completamente la estación y ya no es la clásica rotonda. 
En el sector de la Plaza, se encuentra el Hipódromo Chile, aunque su acceso principal no está en Avenida Independencia sino en la esquina de la calle bautizada precisamente como Hipódromo Chile con Avenida Vivaceta. Desde principios de siglo, los purasangre compiten en la arena de este recinto deportivo del popular barrio Chacabuco. En 1903 se formó la Sociedad Hipódromo Chile, en su afán de competir con el Club Hípico de Santiago, que había nacido el siglo pasado y que ya estaba recibiendo a los aficionados junto al Parque Cousiño. Los integrantes de la entidad decidieron comprar un predio de 22 cuadras de extensión, perteneciente al fundo Lo Sánchez, en el popular barrio de La Palma, al poniente de Avenida Independencia. En ese entonces, esos eran sectores rurales pegados a la Capital. Hasta La Palma, nombrado así por unas palmeras que quedaban de los jardines de una antigua hacienda, llegaban familias del sector norte de Santiago a pasar un día de campo los fines de semana, y se organizaban competencias chilenas para las Fiestas Patrias. De manera que antes de que se iniciaran las carreras oficiales en el Hipódromo, ya había ese tipo de competencias en el área. En 1906 se colocó la primera piedra de las tribunas y otras dependencias, al mismo tiempo que se trazó la pista principal. Con una técnica moderna se fueron realizando las graderías que se han modernizado, dándole a las tribunas una estética totalmente distinta a las del Club Hípico. Entre las dependencias, incluso, hay diferencias que marcan la época en que se construyó cada instalación. La más antigua y señorial es la Tribuna Preferencial. Fue levantada con hormigón armado y con detalles característicos de la época. El diseño de las populares, también de concreto, es funcional, y permite acomodar a miles de fanáticos. Hacia el sector de la calle Hipódromo Chile, están el edificio de las oficinas generales y los parques y jardines que dan realce al entorno. Las construcciones de la entidad han valorizado el antiguo barrio de La Palma, cercano también al estadio Santa Laura. Todo ello le da una característica deportiva especial a la zona. De todas formas, los vecinos del costado norte del recinto afirmaban que había malos olores, malas costumbres de algunos empleados y proliferación de moscas. Aunque el Servicio de Salud Metropolitano del Ambiente acogió las quejas y por orden del alcalde de Independencia, Antonio Garrido, las descargas de material para los caballos debían realizarse por la Avenida Vivaceta (al poniente del Hipódromo), quedando cerrada la entrada norte del mismo, su director ejecutivo, Luis Solar, dijo que discutiría el problema con sus abogados, quedando estancadas las negociaciones entre Solar y los vecinos, luego de que la Alcaldía se transformara en un ring verbal. Mutuas acusaciones entre vecinos y el director ejecutivo impidieron cualquier solución. Finalmente, a pesar de que la entidad hípica cedió en algunos reclamos, las caballerizas siguieron junto a la población, quedando la principal exigencia sin solución.
Desde la calle Cañete, la Avenida Independencia se convierte en el límite de la comuna homónima y Conchalí, perteneciendo su vereda oriente a Independencia, y la poniente a territorio conchalino. Luego de la calle José Pérez Cotapos, solo 30 metros al norte de la esquina con Cañete, ingresa de lleno en la comuna de Conchalí.
El inmueble de la Casa Consistorial de Conchalí, ubicado en Avenida Independencia N.º 3499, fue declarado Monumento Histórico Nacional  el 1 de julio de 2004, por Decreto N.º 479 exento, del Ministerio de Educación.
La Avenida Independencia termina bajo el puente de la Autopista Vespucio Norte, que la cruza sobre nivel en el límite de las comunas de Conchalí, Huechuraba y Quilicura. Desde ese punto, la arteria se convierte en la Autopista Los Libertadores, principal eje de conexión de Santiago con las ciudades de Los Andes, San Felipe y Mendoza en Argentina.

## Transporte
Al ser una de las principales avenidas del sector norte de la ciudad, cuenta con variados transportes que incluyen la circulación de buses interprovinciales desde la comuna de Colina y sus alrededores, hasta el terminal de buses de Avenida La Paz, en Independencia y viceversa.

### Red Metropolitana de Movilidad
Circulan los servicios 201, 214 (ex 214e), 230  de la Red Metropolitana de Movilidad (ex Transantiago) que conectan el sector de Los Libertadores en Huechuraba con el centro de Santiago y con las comunas de San Bernardo, Lo Espejo y La Pintana y el servicio 308 de Transantiago que conecta las comunes de Quilicura y Santiago, usando esta avenida para acceder a los hospitales y colegios del eje.
Hay algunos tramos de la avenida donde circulan servicios alimentadores, destacándose el servicio B19 (Metro Vespucio Norte-Metro Cardenal Caro), B27 (Metro Vespucio Norte-Metro Salvador) B03 (Miraflores-Metro Cerro Blanco), B10 (Sta. Marta de Huechuraba-Metro Cerro Blanco),  entre otros.
Desde fines de 2016, la avenida está siendo intervenida para la construcción de un corredor de Transantiago que abarcará esta arteria de norte a sur. La primera etapa de las obras, realizada en el tramo entre la Avenida Dorsal y Avenida Santa María fue inaugurada el 26 de diciembre de 2020, solo faltando el tramo entre Avenida Dorsal y Avenida Américo Vespucio.

### Metro
Desde el 22 de enero de 2019 está operando la línea 3 del Metro de Santiago que circula por la totalidad de esta avenida hasta esta finalizar en la intersección con Avenida Circunvalación Américo Vespucio.